# Andre Iguodala
Andre Tyler Iguodala (* 28. Januar 1984 in Springfield, Illinois) ist ein ehemaliger US-amerikanischer Basketballspieler.
Iguodala wurde an neunter Stelle von den Philadelphia 76ers im Jahr 2004 gedraftet, nachdem er zwei Jahre College-Basketball an der University of Arizona gespielt hat. Bei den Sixers etablierte er sich schnell als Stammspieler, da er durch gute Athletik, Scoring und Defensivarbeit überzeugte. Nach seinem Wechsel zu den Warriors wurde Iguodala verstärkt als Edelreservist und -verteidiger eingesetzt, wodurch er den Warriors zu vier Titeln verhalf.

## Laufbahn

### Highschool und College
Iguodala wuchs als Sohn eines nigerianischen Vaters und einer afroamerikanischen Mutter in Springfield (Illinois) auf. Nach einer erfolgreichen Highschoolbasketballkarriere, wo er zu den besten Basketballspielern in Illinois zählte, wechselte Iguodala an die renommierte University of Arizona, die schon viele NBA-Spieler hervorgebracht hat. Bei den Wildcats spielte er an der Seite künftiger NBA-Profis wie Luke Walton und Channing Frye. In seinem Freshman-Jahr kam Iguodala überwiegend von der Bank. In seinem Sophomore-Jahr war er Starter und erzielte in 30 College-Spielen 12,9 Punkte, 8,4 Rebounds, 3,4 Assists und 1,5 Steals pro Spiel. Nach seinem zweiten Collegejahr gab Iguodala seinen vorzeitigen Wechsel in die NBA bekannt.

### NBA

#### Philadelphia 76ers (2004–2012)

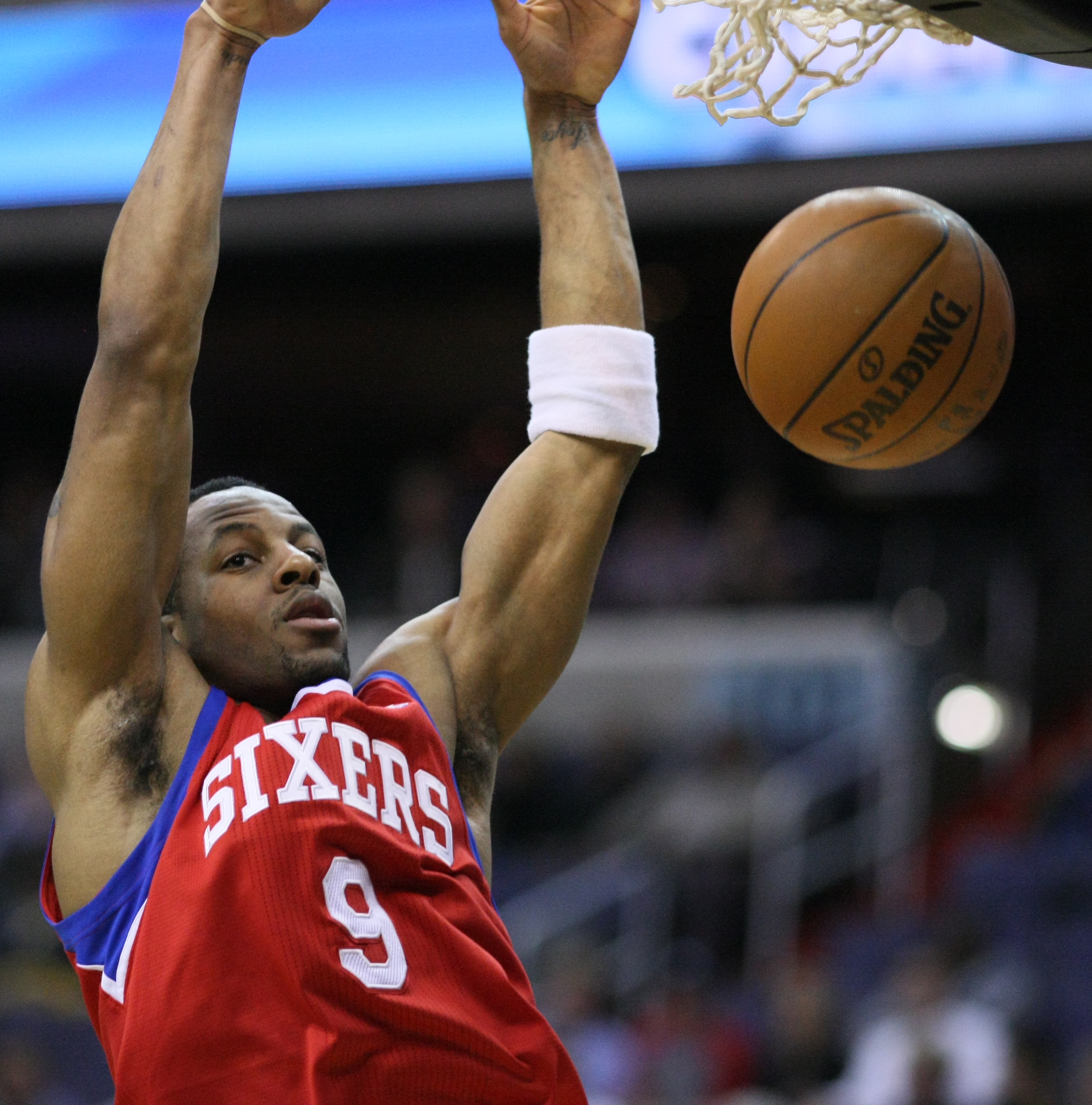
Iguodala bei den Philadelphia 76ers, 2006

Iguodala wurde an 9. Stelle des NBA-Drafts 2004 von den Philadelphia 76ers ausgewählt. Bereits in seiner Debütsaison startete er alle 82 Spiele und erzielte dabei 9 Punkte, 5,7 Rebounds, 3 Assists, 1,7 Steals und 0,6 Blocks pro Spiel. Er galt als einer der besten Rookies der Saison 2004/05. Deswegen durfte er an der Rookie Challenge beim NBA All-Star Weekend 2005 teilnehmen. Er etablierte sich schnell neben seinem Teamkollegen und dem Superstar der Mannschaft Allen Iverson, der ihn regelmäßig bei Fastbreaks für Alley-Oop-Pässe fand. In seiner zweiten Saison startete er ebenfalls alle 82 Spiele und kam auf 12,3 Punkte, 5,9 Rebounds, 3,1 Assists, 1,6 Steals und 0,3 Blocks im Schnitt.
Während der NBA-Saison 2006–2007 verließ der 76ers-Star Iverson die Mannschaft und ging zu den Denver Nuggets, woraufhin Iguodala seine Rolle als erste Option übernahm. Mit im Schnitt 18,2 (2006/07), 19,9 (2007/08) und 18,8 (2008/09) Punkten in der regulären Saison zählt er zu den wichtigsten Spielern der Sixers. In der folgenden Saison hatte Iguodala einen schlechten Start und führte die Liga zeitweise sogar bei der Anzahl der Turnover an. Es gelang ihm jedoch, sein Spiel entsprechend anzupassen und er führte die 76ers mit 40 Siegen, davon 22 in den letzten 29 Spielen, in die Playoffs. Sein Schnitt belief sich auf 19,9 Punkte, 5,4 Rebounds und 4,8 Assists pro Spiel. In den Playoffs mussten sich die 76ers jedoch bereits in der ersten Runde  nach sechs Spielen den Detroit Pistons geschlagen geben.
Am 17. August 2008 verlängerte Iguodala seinen Vertrag bei Philadelphia um fünf Jahre (und einem optionalen sechsten Jahr) im Gesamtwert von 80 Millionen US-Dollar.
Iguodala entwickelte sich in der NBA-Saison 2008–2009 zu einem der besten Small Forwards der NBA. Er zeigte sich aktiver als Aufbauspieler im Angriff und als Anführer der Mannschaft. Sein Schnitt betrug 18,8 Punkte, 5,7 Rebounds und 5,3 Assists pro Partie. Mit 41 Siegen in der regulären Saison schaffte die Mannschaft erneut den Einzug in die Playoffs, musste sich aber bereits nach der ersten Runde wieder verabschieden. In der folgenden Saison verzeichnete Iguodala Karriere-Bestleistungen in Rebounds, Assists und Blocks. Sein Schnitt belief sich auf 17,1 Punkte, 6,5 Rebounds, 5,8 Assists und 1.7 Steals pro Spiel. Für den Einzug in die NBA-Playoffs 2010 reichte es jedoch nicht. Iguodala zählte zwar immer noch zu den besseren Spielern in der NBA, aber er stand etwas in der Kritik, da sich seine Statistiken seit fünf Jahren nicht mehr grundlegend verbessert haben.
Nach 67 gespielten Spielen in der NBA 2010/11 hat Iguodala eine Karrierebestleistung von 6,3 Assists pro Partie aufgestellt.

#### Denver Nuggets (2012–2013)
Am 10. August 2012 wechselte Iguodala im Rahmen eines Vier-Team-Trades zu den Denver Nuggets. Im Gegenzug wechselte unter anderem Dwight Howard zu den Lakers und Andrew Bynum zu den Philadelphia 76ers. Mit den Nuggets erreichte Iguodala 2012/2013 die Playoffs. Dort scheiterten die Nuggets jedoch bereits in der 1. Runde an den Golden State Warriors. Im Laufe der Sommerpause entschloss sich Iguodala, keinen neuen Vertrag bei den Nuggets zu unterschreiben und den Club zu verlassen.

#### Golden State Warriors (2013–2019)

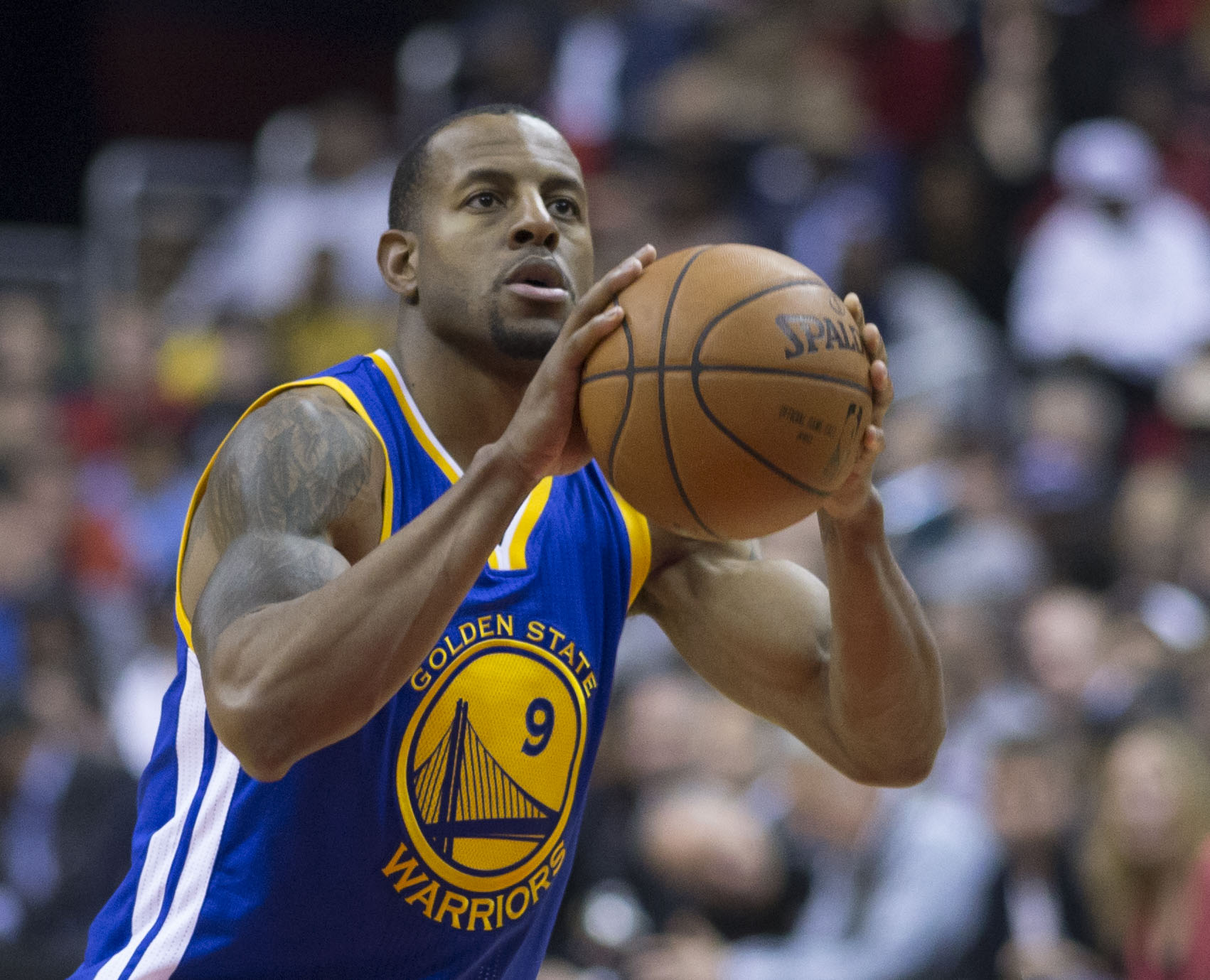
Iguodala als Spieler der Warriors, 2016

Iguodala wechselte schließlich zu den Golden State Warriors. Dort erhielt er einen Vertrag bis 2017 und sollte an der Seite von Stephen Curry und Klay Thompson dazu beitragen, die Warriors als Playoff-Team wieder zu etablieren. Mit den Warriors erreichte er die Playoffs und wurde für seine gute Verteidigungsarbeit in das NBA All-Defensive First Team berufen. Jedoch erzielte Iguodala erstmals seit seiner Rookie-Saison weniger als 10 Punkte im Schnitt und kam am Ende auf 9,3 Punkte, 4,7 Rebounds und 4,2 Assists. In seinem zweiten Jahr bei den Warriors kam Iguodala erstmals in seiner Karriere ausschließlich von der Bank. Er erzielte jedoch 7,8 Punkte im Schnitt und gilt als einer der wichtigsten Spieler der Warriors, die in der Saison 2014/15 die meisten Siege in der Liga erspielten und die NBA Finals erreichten. Diese gewannen die Warriors mit 4:2 und Iguodala wurde zum Finals-MVP gekürt, insbesondere für seine Leistung in der Verteidigung gegen LeBron James. Er wurde zum ersten Finals-MVP in der Liga-Geschichte, der in der Regular Season in keinem einzigen Spiel in der Starting Five stand (er startete in der gesamten Saison nur die drei letzten Finals-Spiele). Im Jahr darauf erreichte Iguodala erneut mit den Warriors das Finale, unterlag jedoch den Cleveland Cavaliers mit LeBron James. Mit den Warriors gewann Iguodala dann 2017 erneut die NBA-Meisterschaft, nachdem man sich im Finale gegen den Titelverteidiger Cleveland Cavaliers durchsetzen konnte.
Im Sommer 2017 wurde bekannt, dass Iguodala seinen Vertrag bei den Warriors um drei Jahre verlängert. Damit verdient er 48 Millionen US-Dollar. 2018 gewann Iguodala seine dritte Meisterschaft mit den Warriors.

#### Memphis Grizzlies (2019–2020)
Im Sommer 2019 tauschten die Warriors die Vertragsrechte an Iguodala zu den Memphis Grizzlies, die dafür zusätzlich einen Erstrunden-Pick für die NBA-Drafts zwischen 2024 und 2026 erhielten. Der Wechsel war aus Sicht der Warriors nötig, da man durch die Verpflichtung von D’Angelo Russell das Mannschaftsgehalt und die Gehaltsobergrenze drücken musste.

#### Miami Heat (2020–2021)
Ohne ein Spiel für die Grizzlies absolviert zu haben, wurde Iguodala am 6. Februar 2020 im Rahmen eines Drei-Team-Deals an die Miami Heat abgegeben, wo er einen Zweijahresvertrag unterschrieb.

#### Golden State Warriors (seit 2021)
Im August 2021 unterschrieb Iguodala erneut bei den Golden State Warriors. Er erhielt einen Einjahresvertrag zum veteran minimum.

## Erfolge und Auszeichnungen

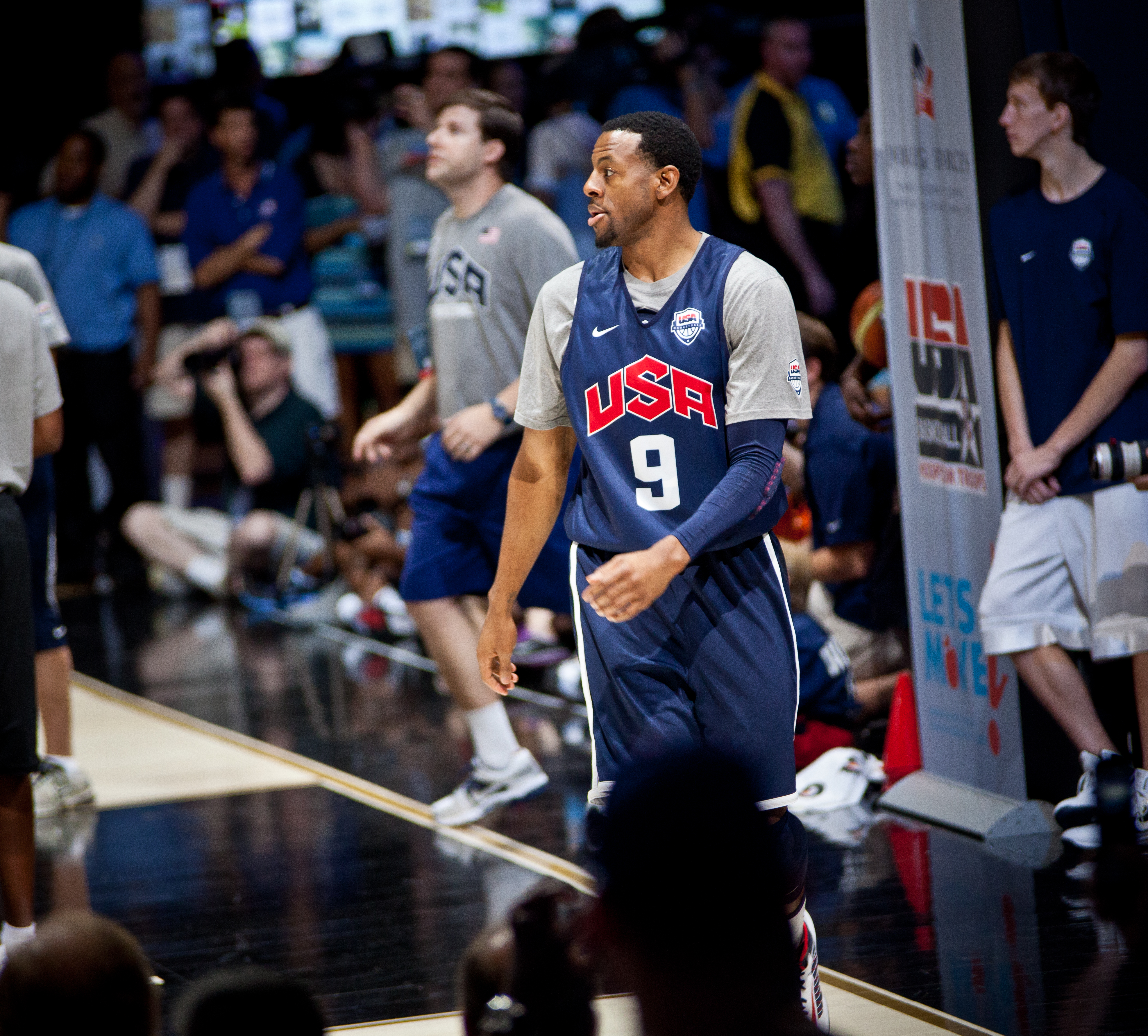
Iguodala als US-Nationalspieler, 2012

- NBA Champion: 2015, 2017, 2018, 2022
- NBA Finals MVP: 2015
- NBA All-Star: 2012
- NBA All-Defensive First Team: 2014
  - NBA All-Defensive Second Team: 2011
- 2004–05 NBA All-Rookie First Team (27 von 29 möglichen First-Team-Stimmen)
- 2005 Berufung in das NBA All-Star Rookie Team und 2006 in das NBA All-Star Sophomores Team
  - MVP bei der NBA Rookie Challenge 2006
- 2006 Finalist beim Sprite Rising Stars Slam Dunk Contest
- 2003–04 All-Pac-10 Team (College)
  - 2002–03 Pac-10 All-Freshman Team (College)
- 2012 Olympiasieger mit der Nationalmannschaft der USA
- 2010 Weltmeister mit der Nationalmannschaft der USA

## Karriere-Statistiken

### NBA

#### Reguläre Saison
| Saison   | Team         | GP   | GS  | MPG  | FG % | 3P % | FT % | RPG | APG | SPG | BPG | PPG  |
| -------- | ------------ | ---- | --- | ---- | ---- | ---- | ---- | --- | --- | --- | --- | ---- |
| 2004–05  | Philadelphia | 82   | 82  | 32.8 | .493 | .331 | .743 | 5.7 | 3.0 | 1.7 | 0.6 | 9.0  |
| 2005–06  | Philadelphia | 82   | 82  | 37.6 | .500 | .354 | .754 | 5.9 | 3.1 | 1.6 | 0.3 | 12.3 |
| 2006–07  | Philadelphia | 76   | 76  | 40.3 | .447 | .310 | .820 | 5.7 | 5.7 | 2.0 | 0.4 | 18.2 |
| 2007–08  | Philadelphia | 82   | 82  | 39.5 | .456 | .329 | .721 | 5.4 | 4.8 | 2.1 | 0.6 | 19.9 |
| 2008–09  | Philadelphia | 82   | 82  | 39.9 | .473 | .307 | .724 | 5.7 | 5.3 | 1.6 | 0.4 | 18.8 |
| 2009–10  | Philadelphia | 82   | 82  | 38.9 | .443 | .310 | .733 | 6.5 | 5.8 | 1.7 | 0.7 | 17.1 |
| 2010–11  | Philadelphia | 67   | 67  | 36.9 | .445 | .337 | .693 | 5.8 | 6.3 | 1.5 | 0.6 | 14.1 |
| 2011–12  | Philadelphia | 62   | 62  | 35.6 | .454 | .394 | .617 | 6.1 | 5.5 | 1.7 | 0.5 | 12.4 |
| 2012–13  | Denver       | 80   | 80  | 34.7 | .451 | .317 | .574 | 5.3 | 5.4 | 1.7 | 0.7 | 13.0 |
| 2013–14  | Golden State | 63   | 63  | 32.4 | .480 | .354 | .652 | 4.7 | 4.2 | 1.5 | 0.3 | 9.3  |
| 2014–15  | Golden State | 77   | 0   | 26.9 | .466 | .349 | .596 | 3.3 | 3.0 | 1.2 | 0.3 | 7.8  |
| 2015–16  | Golden State | 65   | 1   | 26.6 | .478 | .351 | .614 | 4.0 | 3.4 | 1.1 | 0.3 | 7.0  |
| 2016–17  | Golden State | 76   | 0   | 26.3 | .528 | .362 | .706 | 4.0 | 3.4 | 1.0 | 0.5 | 7.6  |
| 2017–18  | Golden State | 64   | 7   | 25.3 | .463 | .282 | .632 | 3.8 | 3.3 | 0.8 | 0.6 | 6.0  |
| 2018–19  | Golden State | 68   | 13  | 23.2 | .500 | .333 | .582 | 3.7 | 3.2 | 0.9 | 0.8 | 5.7  |
| 2019–20  | Miami        | 21   | 0   | 19.9 | .432 | .298 | .400 | 3.7 | 2.4 | 0.7 | 1.0 | 4.6  |
| 2020–21  | Miami        | 63   | 5   | 21.3 | .383 | .330 | .658 | 3.5 | 2.3 | 0.9 | 0.6 | 4.4  |
| 2021–22  | Golden State | 31   | 0   | 19.5 | .380 | .230 | .750 | 3.2 | 3.7 | 0.9 | 0.7 | 4.0  |
| Gesamt   | Gesamt       | 1223 | 784 | 32.2 | .463 | .330 | .709 | 4.9 | 4.2 | 1.4 | 0.5 | 11.4 |
| All-Star | All-Star     | 1    | 0   | 14.0 | .857 | .000 | –    | 4.0 | 2.0 | 1.0 | 1.0 | 12.0 |

#### Play-offs
| Saison  | Team         | GP  | GS | MPG  | FG % | 3P&  | FT % | RPG | APG | SPG | BPG | PPG  |
| ------- | ------------ | --- | -- | ---- | ---- | ---- | ---- | --- | --- | --- | --- | ---- |
| 2004–05 | Philadelphia | 5   | 5  | 38.4 | .465 | .333 | .500 | 4.6 | 3.0 | 2.8 | 1.0 | 9.8  |
| 2007–08 | Philadelphia | 6   | 6  | 39.0 | .333 | .143 | .721 | 4.8 | 5.0 | 2.2 | 0.2 | 13.2 |
| 2008–09 | Philadelphia | 6   | 6  | 44.8 | .449 | .393 | .652 | 6.3 | 6.7 | 1.8 | 0.0 | 21.5 |
| 2010–11 | Philadelphia | 5   | 5  | 36.4 | .423 | .214 | .714 | 7.0 | 6.8 | 1.0 | 0.4 | 11.4 |
| 2011–12 | Philadelphia | 13  | 13 | 38.8 | .384 | .388 | .589 | 5.7 | 3.7 | 1.5 | 0.4 | 12.9 |
| 2012–13 | Denver       | 6   | 6  | 40.5 | .500 | .483 | .720 | 8.0 | 5.3 | 2.0 | 0.3 | 18.0 |
| 2013–14 | Golden State | 7   | 7  | 35.4 | .516 | .533 | .606 | 4.7 | 4.4 | 1.3 | 0.3 | 13.1 |
| 2014–15 | Golden State | 21  | 3  | 30.2 | .474 | .354 | .415 | 4.5 | 3.6 | 1.2 | 0.3 | 10.4 |
| 2015–16 | Golden State | 24  | 3  | 32.0 | .476 | .385 | .561 | 4.4 | 3.8 | 1.2 | 0.4 | 8.9  |
| 2016–17 | Golden State | 16  | 0  | 26.2 | .455 | .190 | .577 | 4.1 | 3.2 | 0.9 | 0.4 | 7.2  |
| 2017–18 | Golden State | 15  | 12 | 26.7 | .494 | .378 | .706 | 4.5 | 2.7 | 1.4 | 0.5 | 8.1  |
| 2018–19 | Golden State | 21  | 15 | 30.0 | .494 | .350 | .378 | 4.3 | 4.0 | 1.1 | 1.1 | 9.8  |
| 2019–20 | Miami        | 21  | 0  | 19.5 | .462 | .359 | .714 | 2.6 | 1.5 | 0.8 | 0.6 | 3.8  |
| 2020–21 | Miami        | 4   | 0  | 17.8 | .545 | .429 | .000 | 3.0 | 1.3 | 1.0 | 0.5 | 3.8  |
| Gesamt  | Gesamt       | 170 | 81 | 30.6 | .458 | .355 | .582 | 4.5 | 3.6 | 1.3 | 0.5 | 9.7  |